# VV Leeuwarden in het seizoen 1956/57
Het seizoen 1956/1957 was het derde jaar in het bestaan van de Leeuwardense betaaldvoetbalclub Leeuwarden. De club kwam uit in de Tweede divisie A en eindigde daarin op de eerste plaats, dit betekende rechtstreekse promotie naar de Eerste divisie. Tevens deed de club mee aan het toernooi om de KNVB beker, hierin werd in de kwartfinale verloren van HVC (3–1).

## Wedstrijdstatistieken

### Tweede divisie A
|       | Be Quick | Enschedese Boys | Go Ahead | Heerenveen | Heracles | Oldenzaal | Oosterparkers | PEC   | Rheden | Tubantia | Veendam | Velocitas | Zwartemeer | Zwolsche Boys |
| ----- | -------- | --------------- | -------- | ---------- | -------- | --------- | ------------- | ----- | ------ | -------- | ------- | --------- | ---------- | ------------- |
| Thuis | 2 – 1    | 5 – 0           | 4 – 3    | 8 – 2      | 0 – 3    | 2 – 0     | 3 – 0         | 9 – 0 | 3 – 3  | 1 – 1    | 4 – 1   | 7 – 2     | 3 – 1      | 5 – 3         |
| Uit   | 3 – 2    | 0 – 0           | 1 – 2    | 3 – 1      | 3 – 3    | 0 – 2     | 1 – 3         | 1 – 4 | 1 – 1  | 4 – 2    | 0 – 5   | 1 – 6     | 1 – 6      | 1 – 2         |

### KNVB Beker
| 1e ronde                                                           | Leeuwarden                                          | 5 – 0 (2 – 0)  | FVC |
| 25 augustus 1956 Plaats: Leeuwarden Gemeentelijk Sportpark Cambuur | Jan Hoekema 20', 60', –', 65' André Hofman 40'      |                | |
| 2e ronde                                                           | Nieuw Buinen                                        | 0 – 13 (0 – 2) | Leeuwarden |
| 16 september 1956 Plaats: Nieuw-Buinen Sportpark Buunerdrome       |                                                     |                | –', –', –' (pen.) André Hofman –', –' Jaap van Oosten –', –', –', –', –', –' Jan Hoekema Follie Burema Jitse de Groot |
| 3e ronde                                                           | Leeuwarden                                          | 2 – 0 (1 – 0)  | Alkmaar '54 |
| 26 december 1956 Plaats: Leeuwarden Gemeentelijk Sportpark Cambuur | André Hofman 11', 87'                               |                | |
| 4e ronde                                                           | Leeuwarden                                          | 2 – 0 (2 – 0)  | RBC |
| 3 maart 1957 Plaats: Leeuwarden Gemeentelijk Sportpark Cambuur     | Jaap van Oosten 30' Jan Hoekema 37'                 |                | |
| Kwartfinale                                                        | HVC                                                 | 3 – 1 (2 – 0)  | Leeuwarden |
| 30 april 1957 Plaats: Amersfoort Birkhoven                         | Wout Heinen 15' Ries van Maarschalkerweerd 28', 70' |                | 87' (pen.) André Hofman                                                                                               |

## Statistieken Leeuwarden 1956/1957

### Eindstand Leeuwarden in de Nederlandse Tweede divisie A 1956 / 1957
| Stand | Gespeeld | Gewonnen | Gelijk | Verloren | Punten | Doelpunten voor | Doelpunten tegen |
| ----- | -------- | -------- | ------ | -------- | ------ | --------------- | ---------------- |
| 1e    | 28       | 19       | 5      | 4        | 43     | 95              | 40               |

### Topscorers
| #                | Naam                         | Goal |
| ---------------- | ---------------------------- | ---- |
| 1.               | André Hofman                 | 32   |
| 2.               | Jaap van Oosten              | 27   |
| 3.               | Jan Hoekema                  | 17   |
| 4.               | Gerrit Tardy                 | 8    |
| 5.               | Frans Hoekstra               | 4    |
| 6.               | Pier Alma                    | 3    |
| 7.               | Jitze de Groot               | 1    |
| 7.               | Arp Hiemstra                 | 1    |
| Eigen doelpunten |                              |      |
| 1.               | Max Rosies (Veendam)         | 1    |
| 1.               | Bertus Simon (Oosterparkers) | 1    |
| Totaal           | Totaal                       | 95   |

| #      | Naam            | Goal |
| ------ | --------------- | ---- |
| 1.     | Jan Hoekema     | 11   |
| 2.     | André Hofman    | 7    |
| 3.     | Jaap van Oosten | 3    |
| 4.     | Follie Burema   | 1    |
| 4.     | Jitse de Groot  | 1    |
| Totaal | Totaal          | 23   |